# Generalkvartermästare
Generalkvartermästare, senare även kallat överstekvartermästare, var den officer, som i fält bland annat ledde en armés marsch och förläggning, uppförande av befästningars och utförande av belägringar.
Titeln bars första gången i Sverige av Arendt Asserij, som 8 juli 1579 fick positionen som generalkvartermästare över allt krigsfolk i Livland. När senare en personalkår ("stat") inom fältfortifikation anställdes vid varje armé, blev generalkvartermästaren dess chef, men fortsatte att även tillhöra generalstaben.
När slutligen en fortifikationsstat upprättades även hemma i Sverige, övergick benämningen också till dennas främste företrädare. Den första generalkvartermästaren i Sverige blev Kräill von Bemebergh 1631, men tycks ej ha fört befäl över artilleriets fortifikationspersonal eller ha haft ständigt ansvar för de fasta befästningarna i Sverige. 1634 blev dock Olof Hansson generalkvartermästare "öfver fortificationerne", men utkommenderades till Preussen och Livland. 1635 återkom dock Hansson till Sverige, blev "general kvartermästare och öfver all fortificationen" och adlades Örnehufwud. Detta år räknas som grundandet av Fortifikationen som en särskild personalkår under generalkvartmästaren som chef, även om generalkvartermästaren lydde under generalen av artilleriet till 1641.
I Sverige kallades chefen för Fortifikationen för generalkvartermästare ända till 1812, och siste innehavare med denna titel blev Gustaf Vilhelm af Tibell. Hans efterträdare Bengt Erland Franc-Sparre var vid tillträdet överste och fick året efter graden generalmajor.